# الاجواز (العدين)

تعديل مصدري - تعديل

الاجواز محلة تابعة لقرية عرصمة، التابعة لعزلة قصع حليان بمديرية العدين إحدى مديريات محافظة إب في الجمهورية اليمنية.، بلغ تعداد سكانها 381 حسب تعداد اليمن لعام 2004.